# Musei scientifici di Villa Vitali
I musei scientifici di Fermo sono ubicati nella città di Fermo nelle Marche.
Fino al 2018, dopo lo spostamento nella nuova sede di Palazzo Paccaroni, nel centro cittadino, erano ospitati all'interno della Villa Vitali, realizzata nel 1827 come sede nobiliare ottocentesca, costruita su tre livelli e poi rimaneggiata alla fine dell'Ottocento. Eretta in  un luogo in cui sorgeva un tempio sacro, nel  novecento fu il conte fermano Barnaba Vitali che, per mantenere la sua originale funzione religiosa, fece edificare all'interno della villa una cappellina, le cui pareti sono decorate con le storie di San Francesco di Paola. La stessa cappellina fu parrocchia di quartiere fino agli anni sessanta. Successivamente la villa fu acquisita dal comune di Fermo e adibita per ospitare  le collezioni scientifiche della città.

## Collezioni
- Museo polare etnografico Silvio Zavatti,
- Museo ornitologico Tommaso Salvadori Archiviato il 30 agosto 2018 in Internet Archive. (tra gli esemplari più interessanti della raccolta l'avvoltoio monaco, l'otarda, il pellicano e il cormorano minore),
- La Meteorite (caduta a Fermo nel 1996) Archiviato il 1º dicembre 2017 in Internet Archive.
- Museo della pipa (Fermo) Archiviato il 1º dicembre 2017 in Internet Archive.
- Museo di apparecchi fotografici, Archiviato il 1º dicembre 2017 in Internet Archive.

## Museo di apparecchi fotografici
Dal 2002 i Musei scientifici fermani custodiscono la collezione di macchine fotografiche donata al Comune dall'ambasciatore Alfredo Matacotta Cordella. La donazione è stata fatta in ricordo del fotografo fermano Nicola Cordella, attivo nella seconda metà dell'ottocento. La collezione comprende molte decine di macchine fotografiche del secolo scorso. Particolarmente importante la raccolta di quattordici Rolleiflex biottiche che vanno dai primi anni trenta agli ultimi modelli degli anni sessanta. Sono presenti inoltre numerose Leica e una rara Contaflex degli anni trenta corredata da numerosi accessori e obiettivi contenuti in una valigetta di cuoio originale. Fanno parte della donazione anche accessori fotografici come esposimetri, bacinelle di sviluppo, telemetri, flash ed un ingranditore Durst 6x6. 
Completa la collezione una dotazione di libri sulla fotografia. 